# Emulzija

Emulzija je zmes dveh nemešljivih tekočin, od katerih je ena dispergirana v drugi, v obliki tekočih kapljic in/ali tekočih kristalov. Tekočina, ki se v obliki kapljic porazdelli med drugo tekočino se imenuje notranja faza, obdajajoča tekočina pa zunanja faza. Ena tekočina je hidrofobna (na primer olje), druga pa hidrofilna, običajno voda. Kadar je zunanja faza oljna, imenujemo takšno emulzijo emulzija vode v olju (V/O), v obratnem primeru pa govorimo o emulziji olja v vodi (O/V).
Med obema fazama je prisotna velika površinska napetost. Večja je stična površina obeh faz, večja je površinska napetost. Sistem teži k čim nižji površinski napetosti, torej k čim manjši stični površini. Najmanjša stična površina je dosežena v primeru, ko sta obe fazi popolnoma ločeni, zato emulzije težijo k ločitvi faz. Pomožne snovi, ki stabilizirajo emulzijo in preprečujejo ločitev faz, se imenujejo emulgatorji.
Primeri emulzij iz vsakodnevnega življenja so: maslo, mleko, majoneza ...

## Povezave
- Slika emulzije[mrtva povezava]